# Ski Dubai
Ski Dubai är en inomhusskidanläggning på 22 500 kvadratmeter. Skidanläggningen är en del av Mall of the Emirates, ett av världens största köpcentrum, som ligger i Dubai i Förenade Arabemiraten. Anläggningen utvecklades av Majid Al Futtaim Group, som också driver Mall of the Emirates.
Skidorten är öppen dagligen från 10:00 till 12:00 utom lördagar och söndagar från 9:00 till 12:00.